# Burg Rychmburk

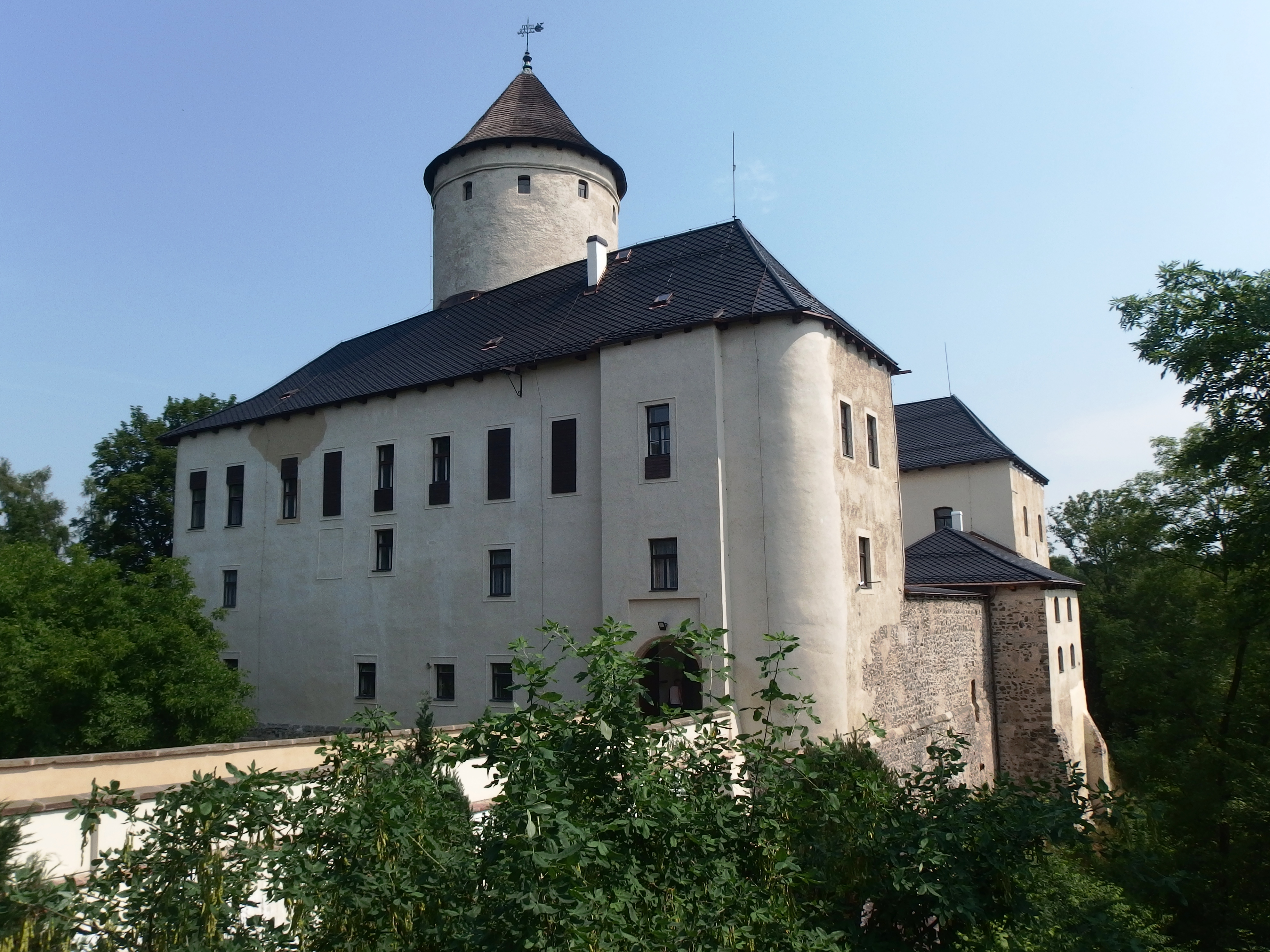
Die Richenburg

Die Burg Rychmburk (deutsch Burg Richenburg, auch Burg Reichenberg) befindet sich in der Gemeinde Předhradí im Pardubický kraj in Tschechien. Sie liegt 25 km südöstlich von Chrudim.

## Geographie
Die Burg befindet sich nordöstlich des Dorfes Předhradí auf einem Sporn über dem Zusammenfluss des Lešanský potok mit der Krounka in der Skutečská pahorkatina (Skutscher Hügelland).

## Geschichte

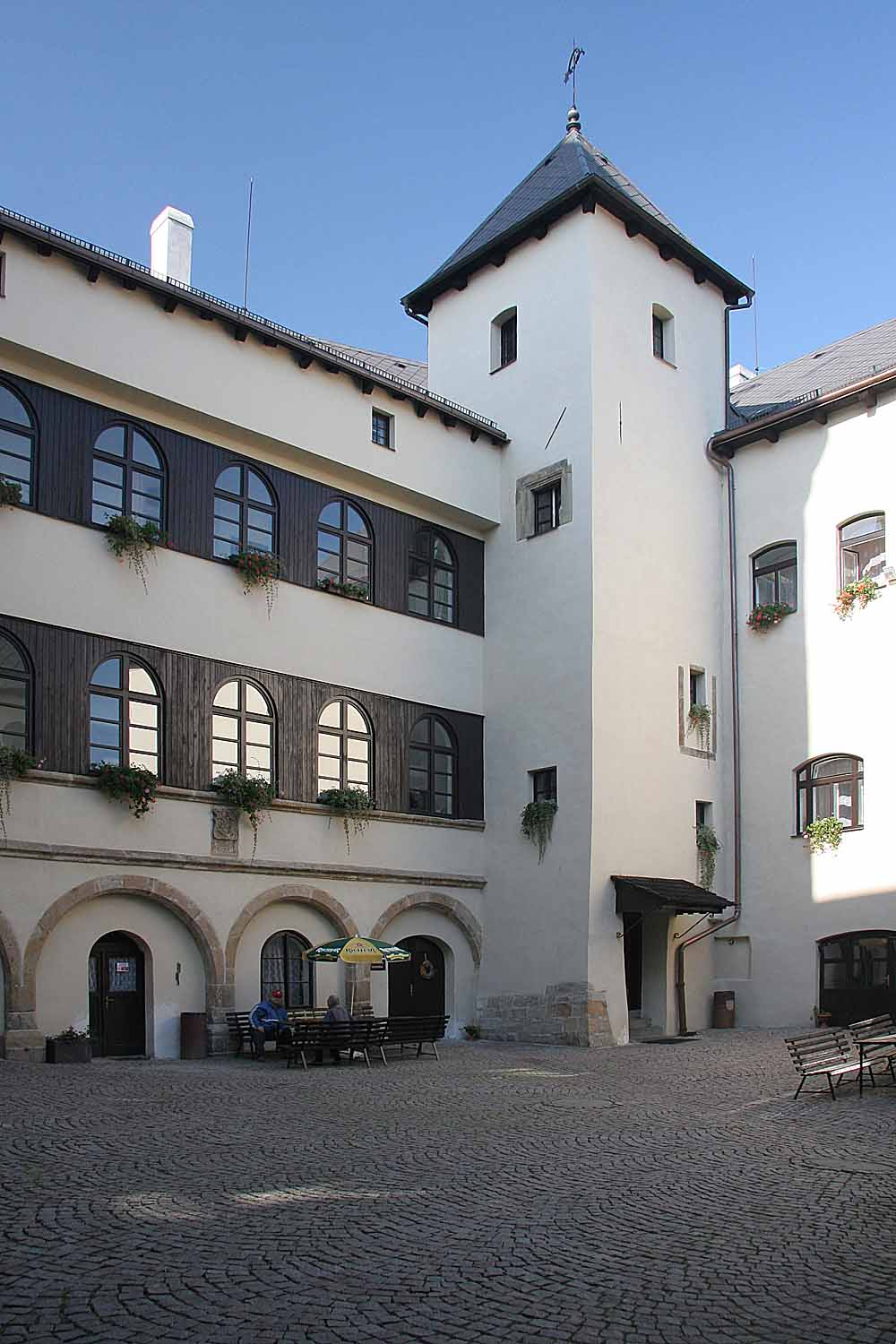
Der Schlosshof

Die Gegend der Rychmburk war im königlichen Besitz und wurde Anfang des 14. Jahrhunderts durch König Johann von Luxemburg dem Tas von Mrdice übertragen. Dieser ließ um 1325 eine Burg errichten, die er zunächst Reichenberg nannte. Sie wurde Sitz einer großen Herrschaft, die vor 1361 die Herren von Pardubitz erwarben. Ab 1390 lebte der Dichter Smil Flaška von Pardubitz auf der Burg. Er reichte die Herrschaft, die zu dieser Zeit 59 Dörfer sowie die Städtchen Skuteč, Hlinsko und Svratka umfasste, 1392 an Otto von Bergow und Boček II. von Podiebrad weiter. Zu Anfang der Hussitenkriege diente die Burg dem ostböhmischen katholischen Adel und dem Bürgertum als Zufluchtsort. 1454 verkaufte König Ladislaus Postumus die Herrschaft Richenburg an Jan Pardus von Horka und Vratkov. 1547 wurde Richenburg als Besitz von Wilhelm von Waldstein wegen dessen Beteiligung am Ständeaufstand von 1547 von Kaiser Ferdinand I. in dessen Eigenschaft als König von Böhmen konfisziert.
Im ersten Drittel des 16. Jahrhunderts war Rychmburk wieder im Besitz der Herren von Waldstein, die einen umfassenden Umbau veranlassten. 1558 kaufte der Oberlandesrichter und Hauptmann von Chrudim, Zdeněk Berka von Dubá und Lipá die Herrschaft. Die Berka von Dubá ließen zum Ende des 17. Jahrhunderts weitere Umbauten vornehmen und einen neuen West-Flügel errichten. Die Burg diente ihnen bis 1714 als Herrensitz, wird jedoch Mitte des 18. Jahrhunderts als verlassen bezeichnet. Um 1800 erfolgte unter Philipp Joseph Graf Kinsky eine Umgestaltung der Burganlage zu Wohn- und Wirtschaftszwecken. Dieser verkaufte die Herrschaft 1823 an Karl Alexander von Thurn und Taxis. Die Fürsten von Thurn und Taxis hielten die Güter, zu denen auch Svratka und Schloss Karlštejn gehörten, bis 1945. Nach dem Ende des Zweiten Weltkrieges wurde der Besitz der Fürsten von Thurn und Taxis konfisziert und verstaatlicht.